# 왕쯔원
왕쯔원(중국어: 王子文, 병음: Wáng Zǐwén, 한자음: 왕자문, 1987년 2월 28일 ~ )은 중국의 배우이다. 쓰촨성 청두시에서 태어났으며 중앙희극학원을 졸업했다.

## 방송
- 환락송 2
- 여과와우유애정
- 과계가왕
- 환락송
- 청년의생

## 영화
- 음양사: 청아집 (2020년) - 공주 역
- 여과와우유애정 (2016년)
- 환락송 (2016년)
- 애신 (2013년)
- 대마술사 (2011년)
- 로스트 인 타임 (2011년) - 왕 치엔 역
- 3중 충돌 (2010년)
- 대지진 (2010년) - 소하 역
- 이모의 포스터모던 라이프 (2006년)